# ブラッド・ウェバー
ブラッド・ウェバー（Brad Weber、1991年1月17日 - ）は、トップ14スタッド・フランセ・パリに所属するラグビーユニオン選手。

## プロフィール
- ニュージーランド・ネーピア出身。
- ポジションはスクラムハーフ(SH)。
- 身長 172cm、体重 75kg[1]
- U20ニュージーランド代表に選ばれたことがある[2]。
- マオリ・オールブラックスに選ばれたことがある[3]。
- ニュージーランド代表キャップは18（2024年10月現在）でラグビーワールドカップ2019のニュージーランド代表に選ばれた[4]。

## 略歴
オタゴ、ワイカトを経て、2014年、チーフスに加入。
2023年、スタッド・フランセに加入。